# Der Start (Film)
Der Start ist ein belgischer Spielfilm aus dem Jahr 1967 und der erste Auslandsfilm des polnischen Regisseurs Jerzy Skolimowski.

## Handlung
Marc ist ein junger Mann, der als Lehrling in einem Friseursalon arbeitet. Er ist ein großer Motorsportfan und träumt davon, als Rennfahrer an Autorennen teilzunehmen. Am kommenden Wochenende findet ein Rennen statt, an dem auch Amateurfahrer teilnehmen dürfen. Marc trainiert nachts mit dem Porsche seines Chefs, der davon nichts weiß und hat sich mit diesem Auto für das Rennen angemeldet. Dann erfährt er jedoch, dass ausgerechnet an diesem Wochenende sein Chef einen Ausflug plant. Marc benötigt ein neues Auto für das Rennen. Zunächst gelingt es ihm, ein neues Trainingsauto zu bekommen. Er überredet einen Inder sich als Maharadscha auszugeben, der im Porschesalon von Brüssel einen Porsche zur Probe fahren möchte. Eine Kundin im Friseursalon macht ihm einen Kontakt zu einem Autoverleih. Doch dort verlangt man eine Kaution von 15.000,- Francs, die Marc nicht hat. Mit seiner neuen Freundin Michèle besucht er eine Automobilausstellung. Fasziniert spazieren sie über die Messe. Marc versucht dabei Ersatzteile zu stehlen, was Michèle jedoch verhindern kann. Etwas Geld kommt am nächsten Tag durch Verkäufe alter Dinge bei einem Trödelhändler. Marc versucht einen Haarzopf zu verkaufen, was misslingt. Schließlich versucht er auch ein Auto zu stehlen, doch auch dies misslingt. Verzweifelt und mutlos sitzen Marc und Michèle am Abend vor dem Start des Rennens im Friseursalon. Plötzlich kommt der Chef aus dem Wochenendausflug mit seinem Porsche zurück. Überglücklich können Marc und Michèle doch noch zum Rennen fahren. In der Nähe der Rennstrecke verbringen sie die Nacht in einem Hotel. Am nächsten Morgen werden sie von aufheulenden Motoren geweckt. Sie haben den Start verschlafen.

## Kritiken
„Einfühlsame und milieugenaue Zeitstudie, die mit Witz und Ironie Auswüchse der westlichen Zivilisation karikiert.“

„Kunstvoll vielseitiger Film des jungen polnischen Regisseurs [...] in einem fast rauschhaften Schwebezustand zwischen Traum und Wirklichkeit. Bemerkenswert moderner, formal vorzüglicher Film mit Leichtigkeit und Tiefgang, sehenswert ab 14.“

## Auszeichnungen
Der Film nahm am Wettbewerb der Internationalen Filmfestspiele Berlin 1967 teil und gewann den Goldenen Bären. Nach dem Sieg im Vorjahr durch Roman Polański mit Wenn Katelbach kommt… war es der zweite Sieg eines jungen polnischen Regisseurs bei diesem Festival nacheinander.